# Füzér
Füzér este un sat în districtul Sátoraljaújhely, județul Borsod-Abaúj-Zemplén, Ungaria, având o populație de 437 de locuitori (2011). 

## Demografie
Componența etnică a satului Füzér
     Maghiari (81,39%)
     Slovaci (17,04%)
     Romi (1,57%)
Componența confesională a satului Füzér
     Romano-catolici (55,15%)
     Greco-catolici (15,56%)
     Reformați (10,98%)
     Necunoscută (17,62%)
     Fără religie (0,69%)
Conform recensământului din 2011, satul Füzér avea 437 de locuitori. Din punct de vedere etnic, majoritatea locuitorilor (81,39%) erau maghiari, existând și minorități de slovaci (17,04%) și romi (1,57%).  Din punct de vedere confesional, majoritatea locuitorilor (55,15%) erau romano-catolici, existând și minorități de greco-catolici (15,56%) și reformați (10,98%). Pentru 17,62% din locuitori nu este cunoscută apartenența confesională.